# Manuel Llácer
Manuel López Llácer (Reinosa, Cantabria, España, 17 de febrero de 1950), conocido como Manuel Llácer, es un exfutbolista español que se desempeñaba como guardameta.
Tras su retirada, fue propietario de un taller de chapa y pintura hasta su jubilación.[cita requerida]

## Clubes
| Club                      | País          | Año           | PJ  |
| ------------------------- | ------------- | ------------- | --- |
| Europa Delicias           | España        | 1969-1971     | 2   |
| Real Valladolid Deportivo | España        | 1971-1981     | 271 |
| Palencia C. F.            | España        | 1982-1983     | 50  |
| Total carrera             | Total carrera | Total carrera | 323 |